# Knutby landskommun
Knutby landskommun var en tidigare kommun i Stockholms län.

## Administrativ historik
Kommunen inrättades i Knutby socken i Närdinghundra härad i Uppland när 1862 års kommunalförordningar trädde i kraft. Vid kommunreformen 1952 bildade den storkommun, då de förutvarande kommunerna Bladåker, Edsbro och Faringe gick upp i Knutby. 
1971 delades Knutby, varvid Edsbro församling fördes till Norrtälje kommun. Bladåkers, Faringe och Knutby församlingar fördes till Uppsala kommun och därmed också till Uppsala län. Kommunkod åren 1952–1970 var 0204.

### Kyrklig tillhörighet
I kyrkligt hänseende hörde landskommunen till Knutby församling. 1952 tillkom församlingarna Bladåker, Edsbro och Faringe.

## Geografi
Knutby landskommun omfattade den 1 januari 1952 en areal av 414,37 km², varav 385,55 km² land. Efter nymätningar och arealberäkningar färdiga den 1 januari 1955 omfattade landskommunen den 1 januari 1961 en areal av 415,91 km², varav 389,27 km² land.

### Tätorter i kommunen 1960
I Knutby landskommun fanns tätorten Edsbro, som hade 271 invånare den 1 november 1960. Tätortsgraden i kommunen var då 9,9 procent.

## Politik

### Mandatfördelning i valen 1938–1966
| 11 | 6 | 2 | 1 |

| 20 |

| 10 | 10 |

| 19 |

| 9 | 11 |

| 20 |

| 15 | 12 | 5 | 3 |

| 35 |

| 15 | 10 | 6 | 4 |

| 33 |

| 14 | 11 | 5 | 5 |

| 33 |

| 14 | 12 | 5 | 4 |

| 31 |

| 12 | 14 | 4 | 5 |

| 31 |